# Wihan

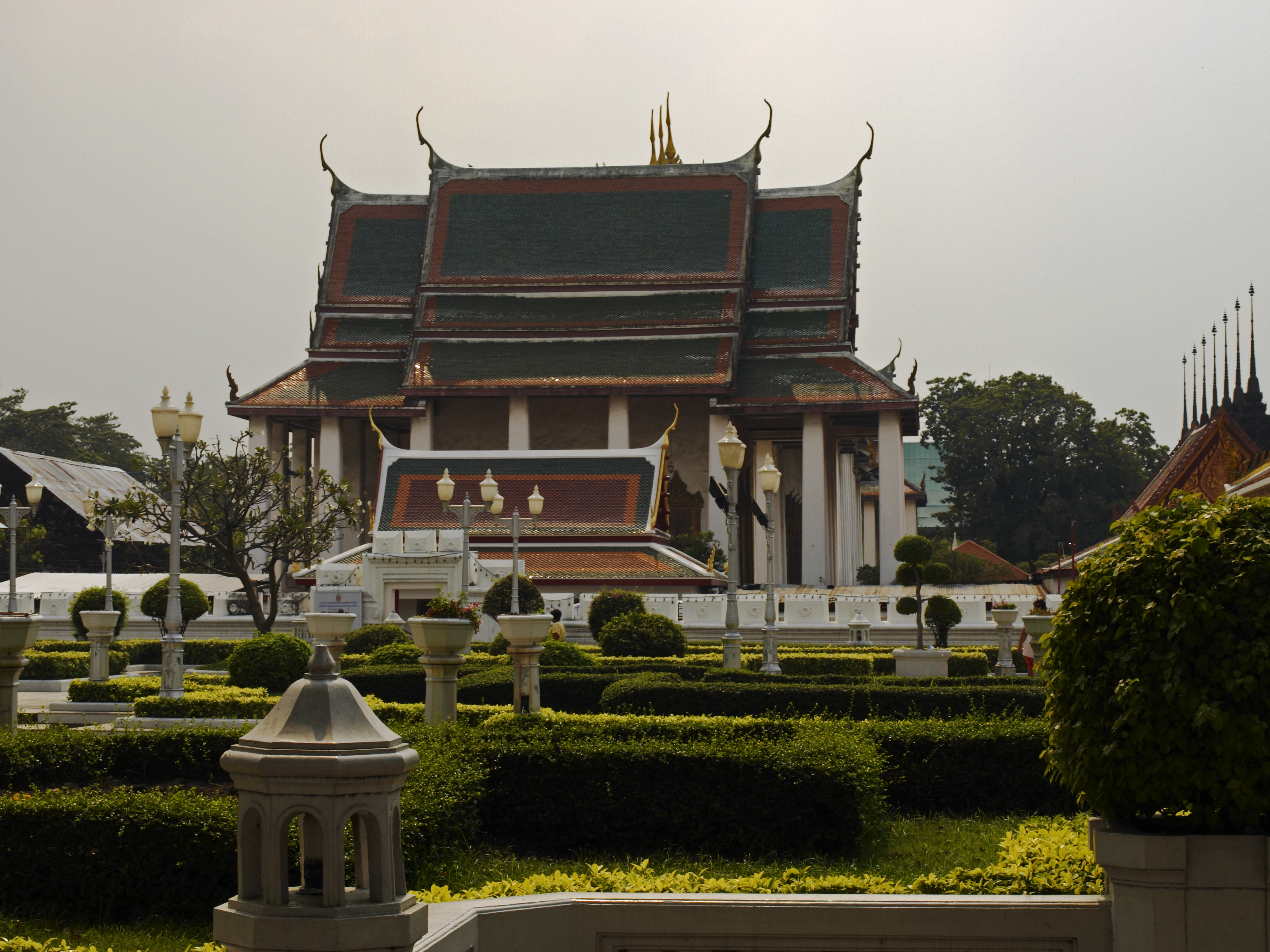
Wihan in de Wat Ratchanadda

Een wihan (wordt uitgesproken als wihaan), afgeleid van het Sanskriet woord vihāra (en daarom ook vaak als vihara of viharn aangeduid), is een gebouw binnen een tempelcomplex of wat. Het is een gebeds- en ontmoetingsruimte waar diverse activiteiten kunnen plaatsvinden, zoals: meditatie, de dagelijkse maaltijd, een conversatie tussen leken en monniken, het aanbieden van een gift aan de gemeenschap van monniken (de sangha). De wihan is gewoonlijk met de hoofdingang naar het oosten gericht. Een wat kan meer dan één wihan hebben.